# Gaguiraye
Gaguiraye (ou Gaguirei) est une localité du Cameroun située dans le département du Mayo-Kani et la Région de l'Extrême-Nord. Elle fait partie de la commune de Mindif et du canton de Mindif rural.

## Population
En 1976, la localité comptait 54 habitants, 30 Peuls et 24 Guiziga. 
Lors du recensement de 2005, 136 personnes y ont été dénombrées.